# パラインフルエンザウイルス
パラインフルエンザウイルス (Parainfluenza virus) はパラミクソウイルス科ルブラウイルス属に属する1本鎖RNA-鎖のRNAウイルスで、「インフルエンザ」という名称が入っているが、インフルエンザウイルスとは全く別のウイルスである。

## 種類
パラミクソウイルスの1型、2型、3型、4型である。

## 臨床像
風邪様症候群、インフルエンザ様症候群の原因ウイルスの1つ。このウイルスが原因の場合、気管支炎、肺炎、心筋炎を引き起こす事がある。また、呼吸器系の基礎疾患の悪化を招く。
RSウイルスによる疾患と鑑別できない。

### 治療
各症状の対症療法。